# Bang!Bang!Amigos!!
Bang!Bang!Amigos!!はエフエム福岡で毎週水曜日の25:00から27:00まで放送されていたラジオ番組である。
2008年3月27日に終了。

## パーソナリティー
- コンバット満
- 博多華丸
- 木村ヤスエ(博多華丸と交代）

## コーナー
お便り紹介（この番組は殆どのがお便り紹介）
- バンバンマジバトル　このコーナーはリスナーから寄せられた常識問題・なぞなぞなどにパーソナリティの二人が答える。

レベルが3段階あり初級レベルが木村ヤスエに挑戦。
- 悩み相談コーナー　リスナーから寄せられたエッチな悩みに対して二人がトークを勧めていくコーナー。木村ヤスエはこのコーナーで放送禁止用語を使うことも多く、音声処理がかけられることもしばしばあった。

## 特徴
過激なエロトークがある（ほとんどの発言が効果音になる）。
殆どの曲がフルで流れる。

## リンク
- FM福岡